# Anne-Marie Coffinet
Pour les articles homonymes, voir Coffinet.
Anne-Marie Coffinet est une actrice française née le 16 mai 1933 à Paris et morte d'un cancer le 26 mars 1984 à Créteil. Le 25 mars 1964 dans le 5e arrondissement de Paris, elle épouse l'acteur François Maistre.

## Filmographie

### Cinéma
- 1957 : L'Auberge en folie de Pierre Chevalier
- 1958 : La Moucharde de Guy Lefranc
- 1958 : Les Tricheurs de Marcel Carné
- 1959 : Le Petit Prof de Carlo Rim
- 1959 : Du rififi chez les femmes d'Alex Joffé
- 1959 : Asphalte d'Hervé Bromberger
- 1959 : La Verte Moisson de François Villiers
- 1960 : Le Pain des Jules de Jacques Séverac
- 1961 : La Fête espagnole de Jean-Jacques Vierne
- 1961 : Le Pavé de Paris d'Henri Decoin
- 1961 : Les Menteurs d'Edmond T. Gréville
- 1961 : Le siècle a soif de Raymond Vogel (court métrage)
- 1962 : Les Dimanches de Ville d'Avray de Serge Bourguignon
- 1962 : Un singe en hiver d'Henri Verneuil
- 1963 : Mélodie en sous-sol d'Henri Verneuil
- 1963 : Blague dans le coin de Maurice Labro
- 1963 : La Soupe aux poulets de Philippe Agostini
- 1964 : Cent mille dollars au soleil d'Henri Verneuil : Angèle
- 1964 : La Ronde de Roger Vadim
- 1964 : La Dérive de Paula Delsol
- 1965 : L'Amour à la chaîne de Claude de Givray
- 1965 : Un milliard dans un billard de Nicolas Gessner
- 1970 : Céleste de Michel Gast
- 1970 : Qui ? de Léonard Keigel
- 1971 : Dossier prostitution de Jean-Claude Roy
- 1971 : La Cavale de Michel Mitrani
- 1973 : La Punition de Pierre Jolivet
- 1973 : Prenez la queue comme tout le monde de Jean-François Davy
- 1973 : Lo Païs de Gérard Guérin
- 1975 : Le Bougnoul de Daniel Moosmann
- 1977 : L'Animal de Claude Zidi
- 1979 : Démons de midi de Christian Paureilhe
- 1980 : Comme une femme de Christian Dura
- 1983 : La Lune dans le caniveau de Jean-Jacques Beineix

### Télévision
- 1962 : in L'inspecteur Leclerc enquête : "L'Inconnu du téléphone" : une fille
- 1964 : Avatar de Lazare Iglesis
- 1965 : Les Jeunes Années de Joseph Drimal : Stella Blondo
- 1968 : Au théâtre ce soir : La Duchesse d'Algues de Peter Blackmore, mise en scène Robert Manuel, réalisation Pierre Sabbagh, Théâtre Marigny
- 1969 : Au théâtre ce soir : Many d'Alfred Adam, mise en scène Pierre Dux, réalisation Pierre Sabbagh, Théâtre Marigny
- 1972 : Les Misérables de Marcel Bluwal : Fantine
- 1973 : Au théâtre ce soir : Pique-nique en ville de Georges de Tervagne, mise en scène Jacques-Henri Duval, réalisation Georges Folgoas, Théâtre Marigny
- 1977 : Les Enquêtes du commissaire Maigret, épisode : Maigret et Monsieur Charles de Jean-Paul Sassy
- 1978 : Les Enquêtes du commissaire Maigret, épisode : Maigret et le marchand de vin de Jean-Paul Sassy
- 1978 : Les Enquêtes du commissaire Maigret, épisode : Maigret et les témoins récalcitrants de Denys de La Patellière
- 1978 : Les Jeunes Filles de Lazare Iglesis
- 1982 : Les Enquêtes du commissaire Maigret, épisode : Maigret et l'Homme tout seul de Jean-Paul Sassy : Marion (une clocharde)

## Théâtre
- 1958 : Scènes de comédie d'Alain, mise en scène François Maistre, Théâtre de Lutèce
- 1961 : Œdipe ou le Silence des dieux de Jean-Jacques Kihm, mise en scène Delfor Peralta, Arènes de Cimiez
- 1962 : Œdipe ou le Silence des dieux de Jean-Jacques Kihm, mise en scène Delfor Peralta, Comédie de Paris
- 1962 : La Brigitta de Jacques Audiberti, mise en scène François Maistre, Théâtre de l'Athénée
- 1962 : Lulu de Frank Wedekind, mise en scène François Maistre, Théâtre de l'Athénée
- 1963 : Léon ou La Bonne Formule de Claude Magnier, mise en scène Jean Le Poulain, Théâtre de l'Ambigu-Comique
- 1971 : La Cerisaie d'Anton Tchekhov, mise en scène Pierre Debauche, Maison de la Culture Nanterre
- 1978 : Candide de Serge Ganzl, d'après Voltaire, mise en scène Jean-Claude Amyl, Théâtre national de Chaillot